# Педократия
Педокра́тия (буквально «власть детей»; от др.-греч. παῖς «ребёнок» + κράτος [kratos] «власть, государство, могущество») — доминирование молодёжи в общественной жизни или отдельном общественном движении. Термин носит негативную окраску и употребляется в публицистике консервативного направления.
Слово «педократия» родилось в контексте одной газетной мистификации. В своем фельетоне из цикла «Дома» в газете «Новое время» за 2 декабря 1901 г. регулярный автор этого издания, писатель, журналист и путешественник Сергей Николаевич Сыромятников, писавший под псевдонимом Сигма, повествовал о своей встрече с неким библиофилом, профессором П.М. Разумихиным, который показал ему фолиант из его громадной библиотеки. Автором книги якобы был малоизвестный греческий философ IV века, современник Фемистия, Ливания, Юлиана Отступника — Сергий Бирсодепсид (что есть прямая калька имени автора фельетона — Сергея Сыромятникова), а книга называлась «О пэдократии».
В 1913 г. в той же газете он публикует статью «Наши педократы», в которой прямо называет себя человеком, введшим в литературу это понятие, причём ещё «до войны и “освободительного движения”», в связи с общественной реакцией на студенческие беспорядки. В новом тексте Сыромятников указывал, что такое явление, как «педократия», распространилось уже не только в высшей, но и в средней школе.
Эта же тема была подхвачена С. Н. Булгаковым в статье «Героизм и подвижничество», опубликованной в 1909 году в сборнике «Вехи» и посвящённой развенчанию революционных идей и революционных симпатий русской интеллигенции:

Духовная педократия (господство детей) — есть величайшее зло нашего общества, а вместе и симптоматическое проявление интеллигентского героизма, его основных черт, но в подчёркнутом и утрированном виде. Это уродливое соотношение, при котором оценки и мнения «учащейся молодёжи» оказываются руководящими для старейших, перевёртывает вверх ногами естественный порядок вещей и в одинаковой степени пагубно и для старших, и для младших. Исторически эта духовная гегемония стоит в связи с той действительно передовой ролью, которую играла учащаяся молодёжь своими порывами в русской истории, психологически же это объясняется духовным складом интеллигенции, остающейся на всю жизнь — в наиболее живучих и ярких своих представителях — тою же учащейся молодёжью в своём мировоззрении. <…> наша молодёжь без знаний, без опыта, но с зарядом интеллигентского героизма берётся за серьёзные, опасные по своим последствиям социальные опыты и, конечно, этой своей деятельностью только усиливает реакцию.

К этой мысли Булгакова присоединился Ф. А. Степун в статье «Религиозный смысл революции» (1923), отмечая, что начальный этап революционного движения всегда осуществляется усилиями молодёжи.
Н. С. Трубецкой в письме П. Н. Савицкому от 12 июля 1933 г. применял этот термин к кадровым изменениям в нацистской Германии:
«В своем существе национал-социализм есть движение молодёжи, к которому примкнули люди и зрелого возраста… Убрали с места нескольких социал-демократов. Но и этим вопрос не разрешается. Остаётся вообще убрать людей старшего поколения. К этому теперь, кажется, и приступили. Во всех областях жизни устанавливается „педократия“. В таком огромном городе, как Гамбург, бургомистру нет 30 лет».
Много позже, в связи с молодёжным движением во Франции 1968 года, о завышении роли молодёжи в развитии общества резко отрицательно писал А. Д. Шмеман (на его преемственность по отношению к Булгакову указывает, в частности, С. Рассадин):

Кошмарен современный трусливый культ молодёжи. <…> Молодёжь, говорят, правдива, не терпит лицемерия взрослого мира. Ложь! Она только трескучей лжи и верит, это самый идолопоклоннический возраст и, вместе с тем, самый лицемерный.

В современной русской публицистике против «педократии» и культа молодёжи резко высказываются И. Медведева и Т. Шишова, обличая «погибельный культ „раскрепощённой“ молодёжи», связанный с «подрывом устоев христианского общества». Реже, и также в негативном смысле, как педократические характеризуются режимы, нацеленные на резкое обновление национальной правящей элиты за счёт молодых кадров (в частности, режим президента Михаила Саакашвили в Грузии). Встречается термин «педократия» в контексте отрицательной оценки проправительственных молодёжных движений в России, например, движения «Наши», которое сопоставляется с хунвейбинами в КНР.
В зарубежной традиции против педократии в общественной жизни Англии (и, в частности, против растущей самостоятельности молодёжи в системе общественного образования) высказывался ещё в 1864 году видный публицист англиканского ритуализма Дж. Э. Денисон.